# Arrhoges
Arrhoges is een geslacht van weekdieren uit de klasse van de Gastropoda (slakken).

## Soort
- Arrhoges occidentalis (Beck, 1836)